# Yola Yoli
Yolanda Ritacco más conocida con el nombre artístico de Yola Yoli (Bahía Blanca, Buenos Aires, Argentina; 13 de mayo de 1917 - ?) fue una cancionista argentina.

## Carrera
Hija de Rosario Ritacco y Clementina Nocito, Yola Yoli nació en la calle Castelli 317 en Bahía Blanca, provincia de Buenos Aires, un martes 13 de mayo de 1937. Popular intérprete del género tanguero de comienzos del siglo XX, fue una de las vencedoras del inolvidable concurso realizado por Puloil junto a Aída Luz, Aída Denis, Carmen Duval y Chola Luna por Radio Mitre.
Gran cantante melódica, su característica voz, dotada de buenos matices y buen color la llevó a hacerse popular en la radiofonía argentina tras debutar en un día de tormenta por  Radio Porteña el 12 de julio de 1934. Interpretó varios tangos durante toda la década de 1940 por diferentes emisoras como Radio Belgrano y Radio El Mundo.
Realizó giras por toda América y en 1939 grabó su primer disco con los tangos Vida mía de Osvaldo y Emilio Fresedo y Caricias de María Isolina Godard y Juan Andrés Caruso.
Con su tema El tango del amor se hizo aún más popular entre el público oyente de Radio El Mundo. En un programa de radio presentado por el locutor y conductor Iván Casadó, cantó el tango Eras el amor, con letra y música de Hugo Gutiérrez y Homero Manzi, con la Orquesta Coca Cola dirigida por Carlos Demaría.
Sus apariciones en la pantalla grande se dieron bajo la dirección de Nelo Cosimi, primero en 1936 con Juan Moreira  con Antonio Podestá, Domingo Sapelli, Guillermo Casali y María Esther Podestá; y posteriormente, en 1937, aparece en el film  El escuadrón azul, protagonizado por Domingo Sapelli, Sarita Watle y María Esther Podestá.
Se la considera una de las notables voces del tango de aquel momento junto con otros como Charlo, Oscar Alonso, Nelly Omar, Yola Yoli, Hugo del Carril, Libertad Lamarque, Tita Merello, Alberto Gómez, Ángel Vargas, Alberto Marino, Alberto Castillo, María de la Fuente, Roberto Carlés, Roberto Quiroga, Fanny Loy, Sabina Olmos,  Elena Lucena, Mercedes Carné, Ada Falcón y Carmen Idal.
No es raro que se la confunda con la cantante de folclore formoseña Yola Yoli, conocida como La Alondra del Litoral (1937-2010).

## Filmografía
- 1936: Juan Moreira .
- 1937: El escuadrón azul.

## Temas interpretados
- El Tango del Amor
- Eras el amor
- Vida mía.
- Caricias.
- Cristal
- Adios
- Milonga de las cien esquinas